# 発散定理
発散定理（はっさんていり、英語: divergence theorem）は、ベクトル場の発散を、その場によって定義される流れの面積分に結び付けるものである。
ガウスの定理（ガウスのていり、英語: Gauss' theorem）とも呼ばれる。

## 発見
1762年にジョゼフ＝ルイ・ラグランジュによって発見され、その後カール・フリードリヒ・ガウス（1813年）、ジョージ・グリーン（1825年）、ミハイル・オストログラツキー（1831年）によって、それぞれ独立に再発見された。オストログラツキーは、またこの定理に最初の証明を与えた人物でもある。

## 定理の内容
数式を用いて述べると次のようになる。まず、R3 で定義された滑らかなベクトル場 {\displaystyle {\boldsymbol {F}}=(F_{1},F_{2},F_{3})} に対して F の発散 div F を
{\displaystyle \operatorname {div} {\boldsymbol {F}}:={\frac {\partial F_{1}}{\partial x}}+{\frac {\partial F_{2}}{\partial y}}+{\frac {\partial F_{3}}{\partial z}}}
と定義する。発散は∇(ナブラ;nabla)を用いると,
{\displaystyle \operatorname {div} {\boldsymbol {F}}={\boldsymbol {\nabla }}\cdot {\boldsymbol {F}}}
と表され,ベクトルの内積(ドット積)となる.
V を R3 において滑らか（ここでは C1 級でよい）な境界 ∂V をもつ有界な領域（= 連結開集合）とし、F を V の閉包で定義されている滑らかなベクトル場とすると、
{\displaystyle \iiint _{V}\operatorname {div} {\boldsymbol {F}}\,\mathrm {d} x\,\mathrm {d} y\,\mathrm {d} z=\iint _{\partial V}{\boldsymbol {F}}\!\cdot \!{\boldsymbol {n}}\,\mathrm {d} S}
が成り立つ。ここで、n は V の外向き単位法ベクトルとする。なお、定理が成り立つためには ∂V が区分的に C1 級であれば十分である。
この定理は div という演算が発散（あるいは湧出量）と呼ばれる所以でもある。右辺はベクトル場が領域 V の表面から流出する量であり、それが左辺の表す領域全体でのベクトル場の発散の値の積分に等しいことを表している。
この定理は、一般的なストークスの定理から導くことができる。

## 一般化されたストークスの定理との対応
発散定理は、以下のように一般化されたストークスの定理において、2次微分形式のωを考えた場合に相当する。
{\displaystyle \int _{\partial V}\omega =\int _{V}\mathrm {d} \omega }
ここでωは
{\displaystyle \omega :=F_{1}\mathrm {d} y\wedge \mathrm {d} z+F_{2}\mathrm {d} z\wedge \mathrm {d} x+F_{3}\mathrm {d} x\wedge \mathrm {d} y}
であり、その外微分は次式で与えられる。
{\displaystyle \mathrm {d} \omega :={\biggl (}{\frac {\partial F_{1}}{\partial x}}+{\frac {\partial F_{2}}{\partial y}}+{\frac {\partial F_{3}}{\partial z}}{\biggr )}\mathrm {d} x\wedge \mathrm {d} y\wedge \mathrm {d} z}

## 応用
発散定理を電磁気学に応用して、電荷から湧き出す電場についてのガウスの法則を数学的に記述できる（⇒マクスウェルの方程式）。
{\displaystyle \oint _{S}{\boldsymbol {E}}\cdot \mathrm {d} {\boldsymbol {S}}={\frac {Q}{\varepsilon _{0}}}={\frac {1}{\varepsilon _{0}}}\int _{V}\rho \,\mathrm {d} V} 　積分形表現
{\displaystyle \operatorname {div} {\boldsymbol {E}}={\frac {\rho }{\varepsilon _{0}}}}　　微分形表現（静電場のガウスの発散定理）